# Cuiseaux
Cuiseaux est une commune française située dans le département de Saône-et-Loire, en région Bourgogne-Franche-Comté.

## Géographie
La commune de Cuiseaux est partagée entre la Bresse louhannaise et le massif du Jura. C'est une des rares communes de Bourgogne dont une partie du territoire est située dans le massif du Jura. Le point culminant de la commune est à une altitude de 645 m (près du sommet de 647 m situé sur la commune de Chevreaux).
La commune est traversée par la RD 1083 (de Lyon à Strasbourg) et l'autoroute A39 (sortie à 4 km du village).
Cuiseaux était la ville frontière entre le droit coutumier (au nord) et le droit écrit (au sud) ; entre les couvertures à tuiles plates (au nord) et celles à tuiles canal (au sud) ; entre la France (à l'ouest) et le Saint-Empire romain germanique (à l'est).

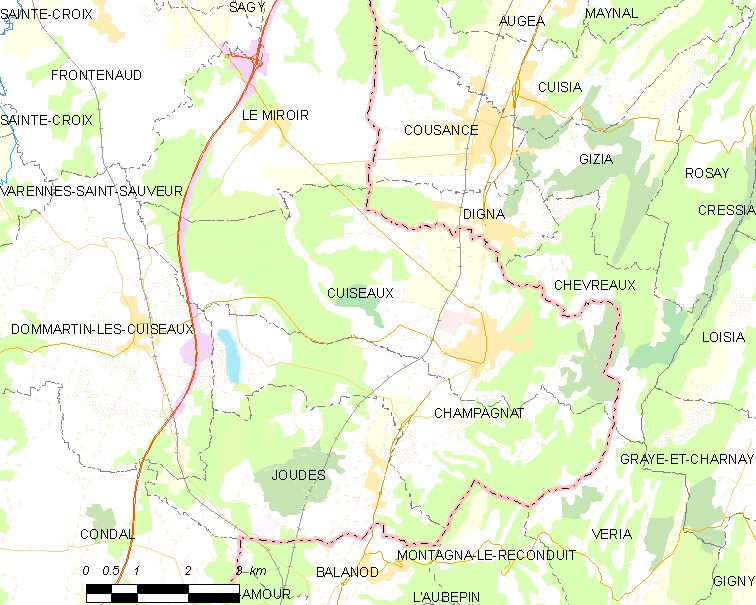
Situation de Cuiseaux.

### Climat
Pour des articles plus généraux, voir Climat de la Bourgogne-Franche-Comté et Climat de Saône-et-Loire.
En 2010, le climat de la commune est de type climat de montagne, selon une étude du Centre national de la recherche scientifique s'appuyant sur une série de données couvrant la période 1971-2000. En 2020, Météo-France publie une typologie des climats de la France métropolitaine dans laquelle la commune est exposée à un climat semi-continental et est dans la région climatique Bourgogne, vallée de la Saône, caractérisée par un bon ensoleillement (1 900 h/an), un été chaud (18,5 °C), un air sec au printemps et en été et des vents faibles.
Pour la période 1971-2000, la température annuelle moyenne est de 10,6 °C, avec une amplitude thermique annuelle de 17,2 °C. Le cumul annuel moyen de précipitations est de 1 245 mm, avec 13 jours de précipitations en janvier et 8,7 jours en juillet. Pour la période 1991-2020, la température moyenne annuelle observée sur la station météorologique de Météo-France la plus proche, « Pimorin », sur la commune de Pimorin à 9 km à vol d'oiseau, est de 10,0 °C et le cumul annuel moyen de précipitations est de 1 517,6 mm. 
La température maximale relevée sur cette station est de 39 °C, atteinte le 12 août 2003 ; la température minimale est de −26,5 °C, atteinte le 20 décembre 2009,,.
Les paramètres climatiques de la commune ont été estimés pour le milieu du siècle (2041-2070) selon différents scénarios d'émission de gaz à effet de serre à partir des nouvelles projections climatiques de référence DRIAS-2020. Ils sont consultables sur un site dédié publié par Météo-France en novembre 2022.

## Urbanisme

### Typologie
Au 1er janvier 2024, Cuiseaux est catégorisée commune rurale à habitat dispersé, selon la nouvelle grille communale de densité à sept niveaux définie par l'Insee en 2022.
Elle est située hors unité urbaine et hors attraction des villes,.

### Occupation des sols
L'occupation des sols de la commune, telle qu'elle ressort de la base de données européenne d’occupation biophysique des sols Corine Land Cover (CLC), est marquée par l'importance des forêts et milieux semi-naturels (48,7 % en 2018), une proportion sensiblement équivalente à celle de 1990 (49,3 %). La répartition détaillée en 2018 est la suivante : forêts (47,1 %), prairies (21,9 %), zones agricoles hétérogènes (10,8 %), terres arables (9,4 %), zones urbanisées (6,7 %), zones industrielles ou commerciales et réseaux de communication (2,5 %), milieux à végétation arbustive et/ou herbacée (1,6 %). L'évolution de l’occupation des sols de la commune et de ses infrastructures peut être observée sur les différentes représentations cartographiques du territoire : la carte de Cassini (XVIIIe siècle), la carte d'état-major (1820-1866) et les cartes ou photos aériennes de l'IGN pour la période actuelle (1950 à aujourd'hui).

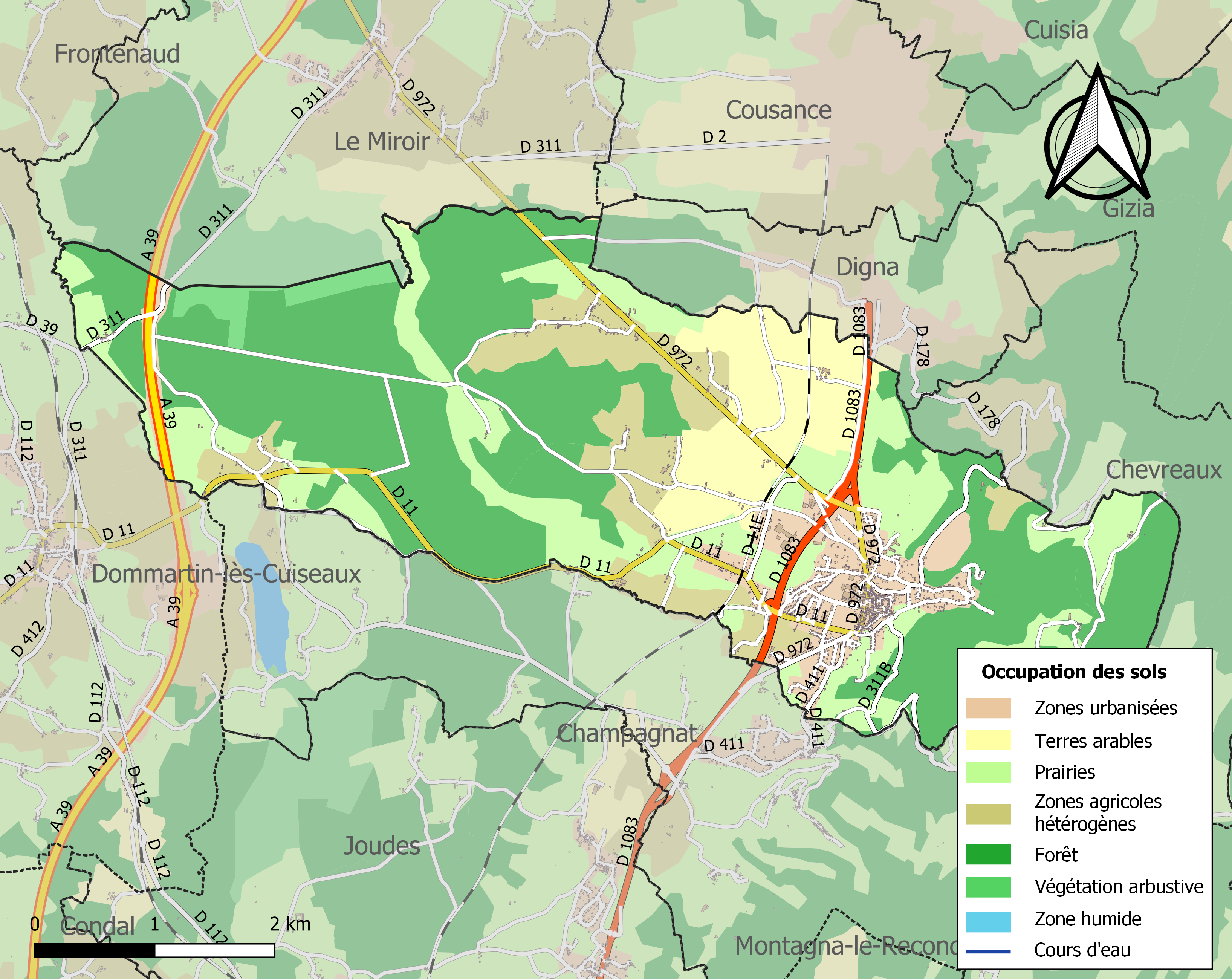
Carte des infrastructures et de l'occupation des sols de la commune en 2018 (CLC).

## Histoire
La première mention de Cuiseaux (Cuisel) date de 1107 (Ponce de Cuisel, présent à une donation faite à Cluny par Guillaume, comte de Mâcon).
La ville obtient sa charte des libertés et franchises en 1265, octroyées par son seigneur, Jean Ier de Cuiseaux († v. 1274 ; suivi de sa veuve Marguerite de Montluel, remariée à Simon de Montfaucon-Montbéliard, sire de Montrond).
Le fief de Cuiseaux appartient à la famille de Cuiseaux jusque dans la 1re moitié du XIVe siècle (1316 ?) : Jean II de Cuiseaux († 1320) succède à son père Jean Ier, et a pour fils Jean III de Cuiseaux, sans postérité. La suzeraineté (seigneurie éminente) appartenait aux d'Antigny de Ste-Croix, mais Henri d'Antigny la vendit vers 1274/1284 à Robert II de Bourgogne.
Les Cuiseaux étant éteints, les ducs de Bourgogne récupèrent aussi la seigneurie directe, qu'on trouve ensuite aux mains de la Maison de Chalon-Arlay (peut-être parce qu'une demi-sœur du duc Robert II, Marguerite de Bourgogne, dame de Vitteaux, épouse vers 1272/1280 Jean Ier de Chalon, seigneur d'Arlay, d'où Hugues de Chalon d'Arlay. père de Jean II, grand-père de Louis et arrière-grand-père de Jean III, prince d'Orange). Vers 1531, l'héritier du dernier prince héréditaire d'Orange René de Nassau-Chalon († 1544) est son cousin Guillaume de Nassau le Taciturne (1533-1584) : les Orange-Nassau assumeront la seigneurie de Cuiseaux jusqu'en 1633/1634, date à laquelle elle échoit par acquisition aux Bourbon-Condé, car Emilie, fille du Taciturne, mariée à Frédéric-Casimir de Deux-Ponts, la vend alors à Henri II de Condé. Les Condé (dont Mlle de Charolais en 1730) la gardent jusqu'en 1765, pour la vendre au mathématicien Alexis Fontaine des Bertins (1704-1771). Cuisseaux passe ensuite au prêtre Constant Nayme, suivi de son neveu Etienne-Jean Nayme des Oriolles (1744-1816) : Mutatis mutandis, le dernier sire de Cuiseaux devient ensuite le premier maire révolutionnaire.
Lors du rattachement du duché de Bourgogne à la France par le roi Louis XI, à la suite de la mort de Charles le Téméraire, la ville de Cuiseaux resta fidèle à Marie de Bourgogne, la fille du duc. En représailles, le sire de Craon, lieutenant de Louis XI, réduisit la ville en cendres le 25 juin 1477.
À cette époque, Cuiseaux est connu pour disposer d'un lieu singulier : un sanctuaire à répit, la chapelle Notre-Dame-du-Noyer (aujourd'hui convertie en maison particulière).
En 1595, la cité fortifiée ouvrit ses portes aux troupes d'Henri IV qui ravageaient alors le comté de Bourgogne.
En 1552 l'humaniste comtois Gilbert Cousin en fait cette description : "À la suite est Cuiseaux au pied d'une montagne. Bien qu'enlaidi par une grande quantité de ruines, ce village porte les marques d'une haute antiquité. Il y a là un collège de chanoines (fondé en 1408). Tout le pays produit du vin."
La ville est prise par l'armée comtoise le 22 janvier 1637. Elle subit encore d'autres attaques et pillages par le Comtois Lacuson, durant la guerre de Dix Ans.
La maison de Cuiseaux (ou Cuseau, Cuisel) tirait son nom de ce village de la Bresse. Elle possédait la baronnie de Clairvaux.
Jusqu'à la Révolution française, Cuiseaux, localité du département de Saône-et-Loire relevant depuis 1801 du diocèse d'Autun, dépendit du diocèse de Saint-Claude (érigé en 1742).

## Politique et administration

### Tendances politiques et résultats

#### Élections présidentielles
Le village de Cuiseaux place en tête à l'issue du premier tour de l'élection présidentielle française de 2017, Marine Le Pen (RN) avec 27,79 % des suffrages. Mais lors du second tour, Emmanuel Macron (LaREM) est en tête avec 56,31 %.

#### Élections législatives
Le village de Cuiseaux faisant partie de la quatrième circonscription de Saône-et-Loire, place lors du 1er tour des élections législatives françaises de 2017, Cécile Untermaier (PS) avec 33,28 % ainsi que lors du second tour avec 66,73 % des suffrages.
Lors du 1er tour des élections législatives françaises de 2022, Cécile Untermaier (PS), députée sortante, arrive en tête avec 45,07 % des suffrages comme lors du second tour, avec cette fois-ci, 62,96 % des suffrages.

#### Élections régionales
Le village de Cuiseaux place la liste « Notre Région Par Cœur » menée par Marie-Guite Dufay, présidente sortante (PS) en tête, dès le 1er tour des élections régionales de 2021 en Bourgogne-Franche-Comté, avec 30,08 % des suffrages. Lors du second tour, les habitants décideront de placer de nouveau la liste de « Notre Région Par Cœur » menée par Marie-Guite Dufay, présidente sortante (PS) en tête, avec cette fois-ci, près de 47,71 % des suffrages. Loin devant les autres listes menées par Gilles Platret (LR) en seconde position avec 29,38 %, Julien Odoul (RN), troisième avec 15,36 % et en dernière position celle de Denis Thuriot (LaREM) avec 7,55 %. Il est important de souligner une abstention record lors de ces élections qui n'ont pas épargné Le village de Cuiseaux avec lors du premier tour 70,60 % d'abstention et au second, 69,36 %.

#### Élections départementales
Le village de Cuiseaux faisant partie du canton de Cuiseaux place le binôme de Frédéric Cannard (DVG) et Sylvie Chambriat (DVG), en tête, dès le 1er tour des élections départementales de 2021 en Saône-et-Loire avec 50,14 % des suffrages. Lors du second tour, les habitants décideront de placer de nouveau le binôme de Frédéric Cannard (DVG) et Sylvie Chambriat (DVG), en tête, avec cette fois-ci, près de 59,89 % des suffrages. Devant l'autre binôme menée par Sébastien Fierimonte (DIV) et Carole Rivoire-Jacquinot (DIV) qui obtient 40,11 %. Il est important de souligner une abstention record lors de ces élections qui n'ont pas épargné le village de Cuiseaux avec lors du premier tour 70,36 % d'abstention et au second, 68,81 %.

### Liste des maires de Cuiseaux
| Période                                  | Période   | Identité             | Étiquette | Qualité |
| ---------------------------------------- | --------- | -------------------- | --------- | ------- |
| vers 1882                                | vers 1894 | Aynard de Courtivron |           |         |
| mars 2001                                | en cours  | Daniel Bertin        | MoDem     |         |
| Les données manquantes sont à compléter. |           |                      |           |         |

## Population et société

### Démographie
L'évolution du nombre d'habitants est connue à travers les recensements de la population effectués dans la commune depuis 1793. Pour les communes de moins de 10 000 habitants, une enquête de recensement portant sur toute la population est réalisée tous les cinq ans, les populations de référence des années intermédiaires étant quant à elles estimées par interpolation ou extrapolation. Pour la commune, le premier recensement exhaustif entrant dans le cadre du nouveau dispositif a été réalisé en 2007.

En 2022, la commune comptait 1 853 habitants, en évolution de +0,16 % par rapport à 2016 (Saône-et-Loire : −1,06 %, France hors Mayotte : +2,11 %).
| 1793  | 1800  | 1806  | 1821  | 1831  | 1836  | 1841  | 1846  | 1851  |
| ----- | ----- | ----- | ----- | ----- | ----- | ----- | ----- | ----- |
| 1 429 | 1 700 | 1 732 | 1 703 | 1 794 | 1 593 | 1 667 | 1 608 | 1 681 |

| 1856  | 1861  | 1866  | 1872  | 1876  | 1881  | 1886  | 1891  | 1896  |
| ----- | ----- | ----- | ----- | ----- | ----- | ----- | ----- | ----- |
| 1 437 | 1 542 | 1 626 | 1 544 | 1 559 | 1 535 | 1 499 | 1 509 | 1 532 |

| 1901  | 1906  | 1911  | 1921  | 1926  | 1931  | 1936  | 1946  | 1954  |
| ----- | ----- | ----- | ----- | ----- | ----- | ----- | ----- | ----- |
| 1 432 | 1 423 | 1 439 | 1 268 | 1 351 | 1 270 | 1 341 | 1 350 | 1 380 |

| 1962  | 1968  | 1975  | 1982  | 1990  | 1999  | 2006  | 2007  | 2012  |
| ----- | ----- | ----- | ----- | ----- | ----- | ----- | ----- | ----- |
| 1 682 | 1 702 | 1 813 | 1 816 | 1 779 | 1 749 | 1 764 | 1 766 | 1 834 |

| 2017  | 2022  | - | - | - | - | - | - | - |
| ----- | ----- | - | - | - | - | - | - | - |
| 1 829 | 1 853 | - | - | - | - | - | - | - |

### Manifestations culturelles et festivités
La célèbre foire de la Saint-Simon, foire des marrons et des noix, existe depuis le Moyen Âge et accueille chaque année près de 5 000 visiteurs le dernier samedi d'octobre.

## Économie
L'abattoir de Cuiseaux, exploité par la société Bigard, est le plus grand établissement de la commune.

## Culture locale et patrimoine

### Lieux et monuments

#### Église de Cuiseaux
D'une facture contemporaine, datant de la rénovation complète de 1865, l'église de Cuiseaux abrite de nombreux objets d'art sacré et de culte classés Monuments historiques au titre objet. Les stalles en bois et statues polychromes du XVe siècle et une Vierge noire du XIIIe siècle (Notre-Dame du Noyer, découverte en 1329 par un berger dans le trou d'un arbre) renforcent le charme de l'endroit.

#### Chapelle du cimetière de l’hôpital Saint-Jacques
Chapelle fondée sous le vocable de saint Jacques le Majeur en 1406 par Jaquemet Turetel et son épouse « pour le remède de son âme et celles de ses successeurs », classée au titre des Monuments historiques en 1904, décorée de peintures murales en partie conservées.

#### Porte du Verger et remparts
Des quatre portes de la ville ne subsiste que la porte du Verger, au sud-est, qui se dresse au milieu des vestiges des remparts.

#### Hôtel Nayme des Oriolles
L’hôtel particulier construit en 1789 par le dernier seigneur de Cuiseaux.

#### Maison de la vigne et du vigneron
La Maison de la vigne et du vigneron, annexe de l'Écomusée de la Bresse bourguignonne de Pierre-de-Bresse, s'attache au souvenir du passé vigneron de Cuiseaux grâce à l'exposition de matériel de récolte, à l'explication des techniques de vinification, ainsi qu'à l'évocation de la vie quotidienne d'alors. Les collections, présentées dans l'enceinte du château des princes d'Orange, ont été constituées à partir de dons de la population.

#### Château des princes d'Orange
La bâtisse, construite au XVIe siècle n'était pas le château seigneurial. Les façades ont été largement transformées dans un style néo-médiéval à la fin du XIXe siècle. Le bâtiment est devenu centre d'animation culturel et social en 1974.

#### Ancienne huilerie Jaillet
L'Écomusée de la Bresse bourguignonne de Pierre-de-Bresse anime l'ancienne huilerie Jaillet, aujourd'hui lieu de mémoire (l'huilerie fonctionna jusqu'en 1963).

### Cuiseaux, pays des peintres
Cuiseaux s'enorgueillit d'être la commune dans laquelle vécurent deux peintres de notoriété mondiale. Pierre Puvis de Chavannes (1824-1898), dont la famille réside encore à proximité, et Édouard Vuillard (1868-1940), qui y naquit et y revint chaque année jusqu'à la mort de sa mère en 1920 (une mère qui fut source d'inspiration pour lui puisqu'elle apparaît dans plus de cinq cents tableaux évoquant la tranquillité domestique).

### Personnalités liées à la commune
- Guillaume de Saulieu (XVe), bailli de Cuiseaux.
- Marc de Montaigu (v1600 - 1681), militaire, gouverneur et bailli de Cuiseaux
- Jean-Baptiste Royer (1733-1807), curé, député à la Convention nationale, évêque constitutionnel de l'Ain puis de Seine.
- Jean-Baptiste Moyne (1745-1799), homme politique né à Cuiseaux, député de Saône-et-Loire au Conseil des Cinq-Cents.
- Le général comte Baptiste Pierre Bisson (1767-1811), qui résida à Cuiseaux et dont la tombe est toujours visible au cimetière[33].
- Marc-Antoine Puvis de Chavannes, (1776-1851) ingénieur, agronome et homme politique.
- Jean-Pierre Moyne-Petiot (1783-1853), homme politique né à Cuiseaux, député de Saône-et-Loire de 1828 à 1830.
- Antoine Sommier (1812-1866), homme politique, député du Jura de 1849 à 1851.
- Édouard Vuillard (1868-1940), peintre nabi.
- Pierre Puvis de Chavannes (1824-1898), peintre.
- Guillaume Paradin, (vers 1510-1590), historiographe, chanoine et doyen du chapitre de Beaujeu.
- Claude Paradin (vers 1510-1573), chanoine du chapitre de Beaujeu, auteur de livres d'emblèmes.
- Alexis Fontaine des Bertins (1704-1771), mathématicien et seigneur de Cuiseaux.
- La famille Devoyod (les comédiennes Suzanne Devoyod et Marthe Devoyod, filles de la comédienne Elise Devoyod, et le baryton Jules Devoyod).

### Héraldique
|  | Les armes de Cuiseaux se blasonnent ainsi : D'or à trois chevrons de gueules. |

## Pour approfondir